# Сельское поселение Троицкое (Самарская область)
Сельское поселение Троицкое — муниципальное образование в Сызранском районе Самарской области.
Административный центр — село Троицкое.

## Население
| 2010 | 2012 | 2013 | 2014 | 2015 | 2016 | 2017 |
| ---- | ---- | ---- | ---- | ---- | ---- | ---- |
| 961  | ↘956 | ↗976 | ↗984 | ↘977 | ↘957 | ↗958 |
| 2018 | 2019 | 2020 | 2021 |      |      |      |
| ↘927 | ↘919 | ↘896 | ↗974 |      |      |      |

## Состав сельского поселения
| № | Населённый пункт | Тип населённого пункта       | Население |
| - | ---------------- | ---------------------------- | --------- |
| 1 | Кучуговка        | деревня                      | 1         |
| 2 | Надеждино        | село                         | 51        |
| 3 | Осиновка         | посёлок                      | 0         |
| 4 | Передовой        | посёлок                      | 23        |
| 5 | Троицкое         | село, административный центр | 869       |
| 6 | Черемоховка      | деревня                      | 17        |

## Известные люди
- Андрей Евтихиевич Клименко – председатель Всесоюзного совета евангельских христиан-баптистов с 1974 по 1985 год, старший пресвитер по Российской Федерации с 1979 по 1980 год, пресвитер Куйбышевской (ныне — Самарской) церкви ЕХБ.
- Дмитриев, Иван Иванович — русский поэт, баснописец, государственный деятель.